# Jean-Marie Léon Dufour
Jean-Marie Léon Dufour (ook wel: Léon Jean-Marie Dufour) (Saint-Sever, 10 april 1780 - aldaar, 18 april 1865) was een Frans arts en natuurwetenschapper.
Hij studeerde medicijnen in Parijs van 1799 tot 1806. Hij was een veldarts in de Spaanse Onafhankelijkheidsoorlog (1808-1814). Later werkte hij in zijn geboorteplaats. Als natuurwetenschapper bestudeerde hij de anatomie en het gedrag van geleedpotigen; hij publiceerde veel, onder meer over rolspinnen, schorpioenen en insecten (tweevleugeligen en halfvleugeligen). Hij ontdekte de naar hem genoemde Dufourklier die bij bepaalde insecten zoals wespen, bijen en mieren voorkomt, waaruit deze chemische stoffen (feromonen) kunnen afscheiden.
Dufour was een buitenlands lid van de Zweedse Kungliga Vetenskapsakademien. De Société entomologique de France benoemde hem in 1861 tot erevoorzitter.
Tot de taxa die hij beschreef behoren de spinnensoorten Allocosa fasciiventris, Pyrenecosa rupicola en Xysticus bufo, de kever Brachinus bellicosus en de nematode Sphaerularia bombi, een parasiet van hommels.
Het wantsengeslacht Dufouriellus en het sluipvliegengeslacht Dufouria zijn naar hem genoemd.